# Boldklubben af 1967
B-67 is een Groenlandse omnisportclub uit Nuuk. De club is opgericht in 1967 en doet aan voetbal, handbal en badminton.
De voetbalafdeling speelt in de Coca Cola GM, de hoogste voetbalcompetitie van Groenland, en werd dertien keer landskampioen. 

## Resultaten
- Coca Cola GM

1993, 1994, 1996, 1999, 2005, 2008, 2010, 2012, 2013, 2014, 2015, 2016, 2018